# Leżakino (obwód pskowski)
Leżakino (ros. Лежакино) – wieś (ros. деревня, trb. dieriewnia) w zachodniej Rosji, w wołoscie Michajłowskaja (osiedle wiejskie) rejonu łokniańskiego w obwodzie pskowskim.

## Geografia
Miejscowość położona jest nad rzeką Puzna, 25 km od centrum administracyjnego osiedla wiejskiego (Michajłow Pogost), 33 km od centrum administracyjnego rejonu (Łoknia), 152 km od stolicy obwodu (Psków).
W granicach miejscowości znajduje się ulica Jubilejnaja (12 posesji).

## Demografia
W 2010 r. miejscowość zamieszkiwały 3 osoby.